# AirAsia India
AirAsia India — авіакомпанія в Індії зі штаб-квартирою в Бангалорі (Бенгалор), Карнатака. Авіакомпанія є спільним підприємством з Tata Sons, що володіє 83,67% акцій авіакомпанії, і AirAsia Investment Limited (Малайзія), що володіє 16,33% акцій. AirAsia India розпочала свою діяльність 12 червня 2014 року, основним хабом став Бенгалуру.
AirAsia є першою іноземною авіакомпанією, яка створила дочірню компанію в Індії, і компанія відзначила повернення Tata Group в авіаційну галузь після 60 років, поступившись Air India в 1946 році, але Air India повернулася додому в січні 2022 року. Станом на червень 2020 року AirAsia India була четвертим за величиною перевізником в Індії після IndiGo, SpiceJet і Air India з часткою ринку 7,2%.

## Історія

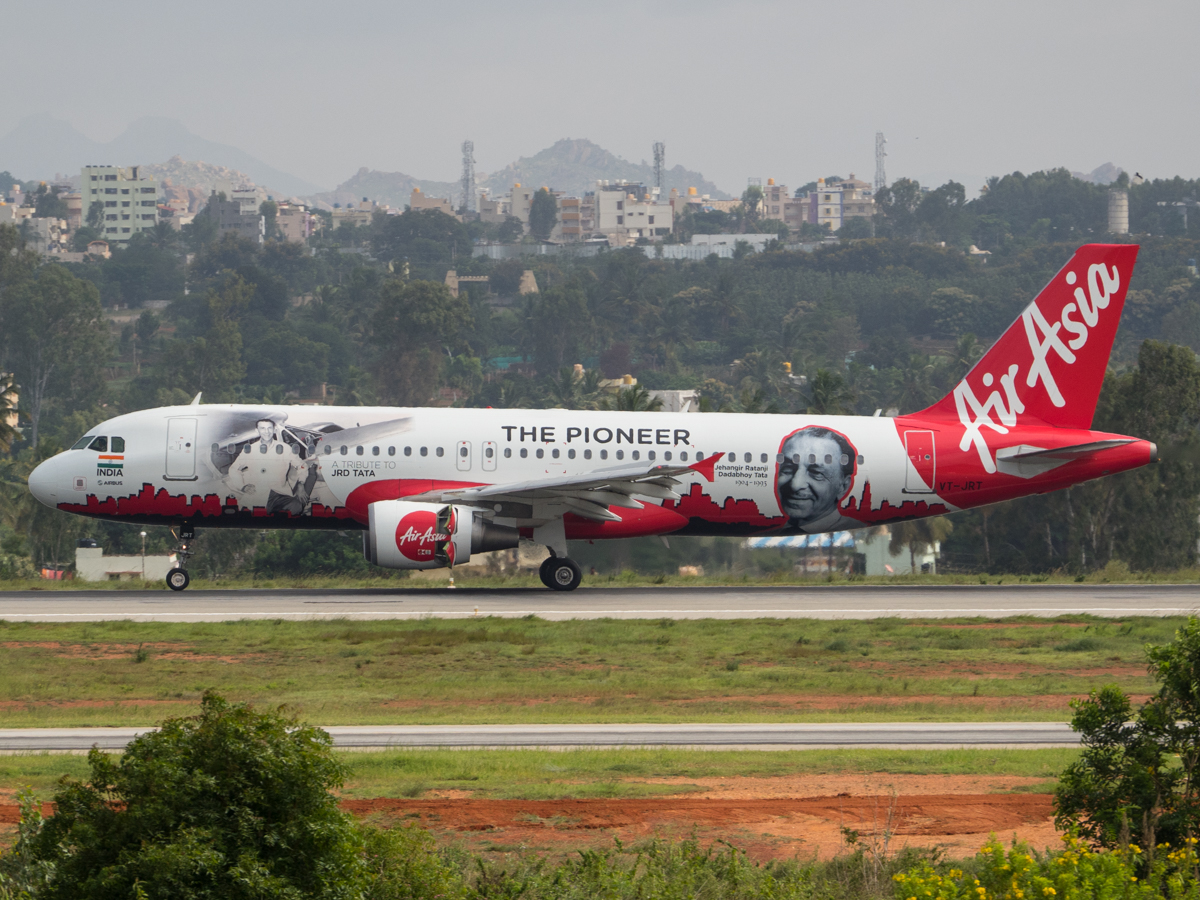
AirAsia India Airbus A320 під назвою «Піонер», літак намальований зображенням JRD Tata

У лютому 2013 року, коли уряд Індії дозволив прямі іноземні інвестиції до 49% в авіакомпанії, AirAsia Berhad подала заявку до Індійської ради сприяння іноземним інвестиціям (FIPB), щоб отримати дозвіл на початок своєї діяльності в Індії. У березні 2013 року AirAsia оголосила про створення спільного підприємства з Tata Sons і Telestra Tradeplace, причому Tata Sons представлятиме авіакомпанію з двома невиконавчими директорами в раді директорів.
Авіалайнер планував працювати з найнижчою в світі вартістю одиниці ₹ 1,25  на доступний кілометр місця та коефіцієнт беззбитковості пасажирського завантаження 52%. Він також планував хеджувати 100% своїх потреб у паливі протягом перших трьох років і досягти часу обороту літака 25 хвилин.
AirAsia планувала почати польоти в різні міста рівня 2 і 3, використовуючи міжнародний аеропорт Ченнаї як свою основну операційну базу. За даними KPMG, очікувалося, що впровадження AirAsia спричинить ще одну цінову війну, що зрештою призведе до збільшення авіаперевезень і певної консолідації в індійському авіаційному секторі. AirAsia спочатку інвестувала суму в 50 мільйонів US$ США, і, готуючись до своєї діяльності в Індії, вона уклала угоди з онлайн- і офлайн-турагентами. 3 березня 2013 року FIPB офіційно дозволив AirAsia орендувати або лізингувати літаки та перевозити вантажі на своїх регулярних рейсах. Тоді авіакомпанія звернулася за дозволом на планування літаків і перевезення пасажирів, який FIPB прийняв 6 березня.

## Флот
Станом на листопад 2021, AirAsia India operates the following aircraft:.
| Літак           | в обслуговування | Замовлення | Пасажири | Примітки                                                                       |  |
| --------------- | ---------------- | ---------- | -------- | ------------------------------------------------------------------------------ |  |
| Airbus A320-200 | 23               | —          | 180      | Один літак у спеціальній окрасі Kabali Один літак у спеціальній окрасі Pioneer |  |
| Airbus A320neo  | 5                |            | 186      |                                                                                |  |
| Всього          | 28               | 0          |          |                                                                                |  |

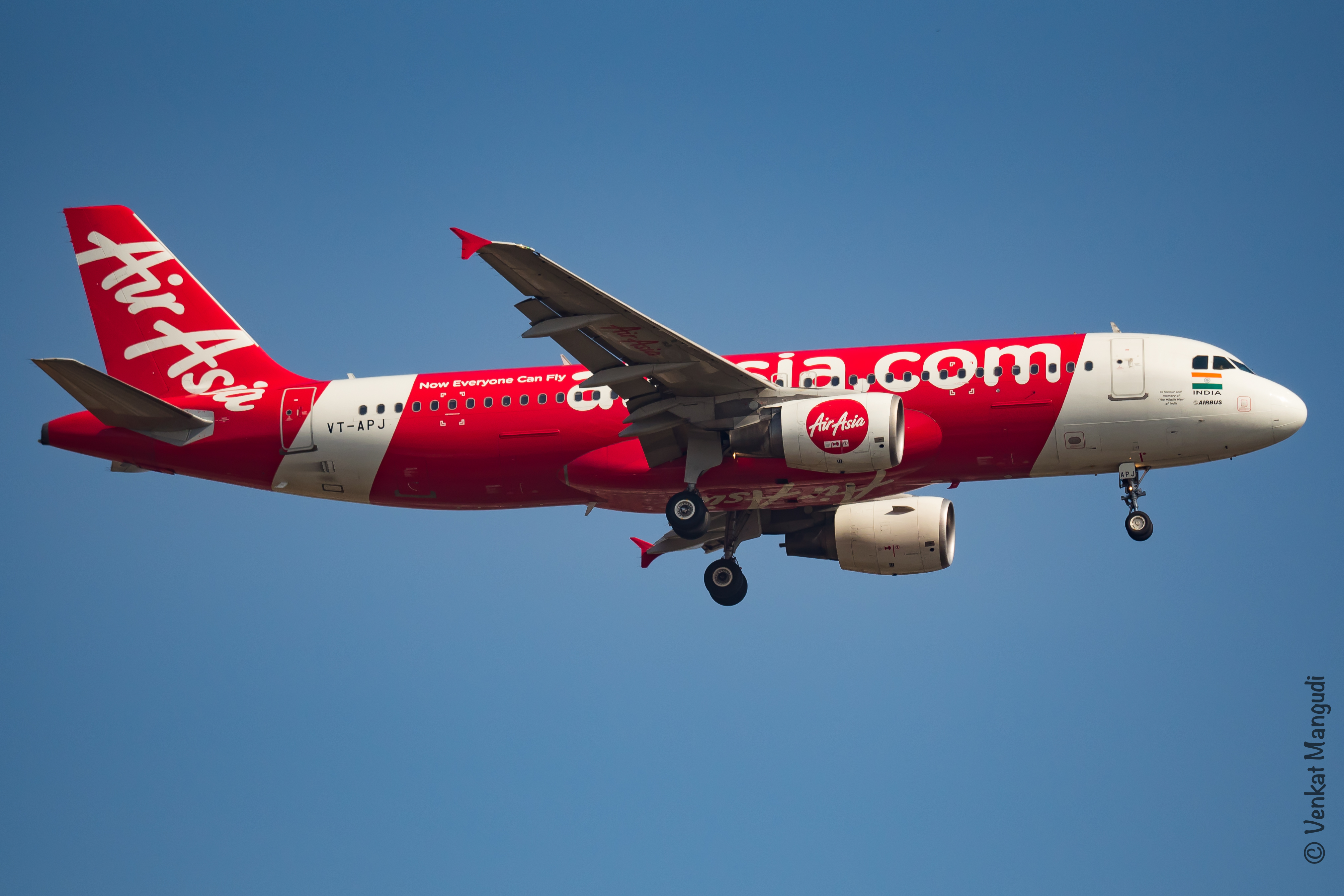
AirAsia India Airbus A320-200
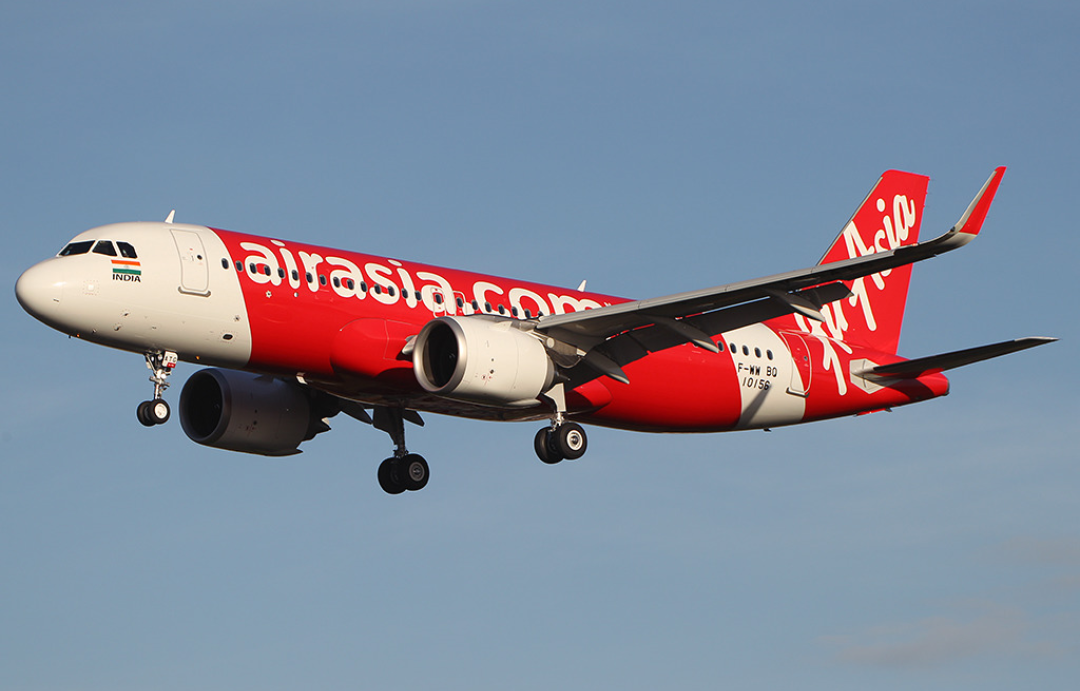
AirAsia India Airbus A320neo